# Badminton-Europapokal 1984
Die 7. Auflage des Badminton-Europapokals fand 1984 im schwedischen Malmö statt. Dort gelang dem gastgebenden Vertreter BMK Aura der Finalerfolg mit einem 7:0 gegen den dänischen Titelverteidiger Gentofte BK.

## Die Ergebnisse
| Gruppe A              |     |                       |
| TB Reykjavík          | 4–3 | OSC 04 Rheinhausen    |
| Middlesbrough BC      | 6–1 | BC Genève             |
| TB Reykjavík          | 7–0 | BC Genève             |
| OSC 04 Rheinhausen    | 6–1 | Middlesbrough BC      |
| BC Genève             | 0–7 | OSC 04 Rheinhausen    |
| Middlesbrough BC      | 2–5 | TB Reykjavík          |
| Gruppe B              |     |                       |
| Kristiansand BK       | 5–2 | BK Smash Helsinki     |
| SC Olve               | 6–1 | BC Portugal           |
| Kristiansand BK       | 7–0 | BC Portugal           |
| SC Olve               | 3–4 | BK Smash Helsinki     |
| Kristiansand BK       | 5–2 | SC Olve               |
| BK Smash Helsinki     | 6–1 | BC Portugal           |
| Gruppe C              |     |                       |
| Penarth BC            | 6–1 | Alpha BC              |
| ATUS Weiz             | 6–1 | Racing Club de France |
| Penarth BC            | 5–2 | ATUS Weiz             |
| Racing Club de France | 1–6 | Alpha BC              |
| Penarth BC            | 6–1 | Racing Club de France |
| Alpha BC              | 5–2 | ATUS Weiz             |
| Viertelfinale         |     |                       |
| BC Duinwijck          | 5–2 | Kristiansand BK       |
| BMK Aura              | 7–0 | Penarth BC            |
| Halbfinale            |     |                       |
| Gentofte BK           | 5–2 | TB Reykjavík          |
| BMK Aura              | 7–0 | BC Duinwijck          |
| Finale                |     |                       |
| BMK Aura              | 7–0 | Gentofte BK           |